# Královský řád lva
Královský řád lva (francouzsky Ordre Royal du Lion, nizozemsky Koninklijke orde van de Leeuw) je státní vyznamenání Belgického království založené králem Leopoldem II. roku 1891. Přestože řád oficiálně existuje, od osamostatnění Demokratické republiky Kongo roku 1960 není udílen.

## Historie a pravidla udílení
Řád byl založen Leopoldem II. jakožto králem Svobodného státu Kongo dne 9. dubna 1891. Udílen byl za služby Kongu a jeho panovníkovi, které svou podstatou nedosahovaly úrovně pro udělení Řádu africké hvězdy. Poté, co se Kongo stalo belgickou kolonií, byl řád roku 1908 začleněn do systému belgických vyznamenání. Velmistrem řádu je král Belgičanů. Ačkoliv Kongo není již od roku 1960 belgickou kolonií, je podle tradice nadále považován za belgický řád, i když již není udílen.

## Insignie
Řádový odznak má tvar bíle smaltovaného modře lemovaného kříže. Mezi rameny jsou filigránová písmena C zastupující Kongo. Uprostřed kříže je kulatý medailon s vyobrazením belgického lva s korunkou na modře smaltovaném pozadí. Medailon je lemován stříbrným kruhem s nápisem TRAVAIL ET PROGRÈS. Tento kruh je lemován modře smaltovaným vroubkovaným kruhem. Na zadní straně je středový medailon červeně smaltovaný s korunovaným královským monogramem. Ke stuze je připojen pomocí přechodového prvku ve tvaru královské koruny.
Řádová hvězda má v případě třídy velkokříže tvar stříbrné osmicípé hvězdy. V případě třídy velkodůstojníka má tvar stříbrného maltézského kříže se stříbrnými paprsky mezi rameny. V obou případech je na řádových hvězdách středový kulatý medailon svým vzhledem odpovídající medailonu řádového odznaku.
Medaile kulatého tvaru je zlatá, stříbrná či bronzová. Na přední straně je královský lev kolem nějž je nápis TRAVAIL ET PROGRÈS. Na pozdějších exemplářích je nápis dvojjazyčně. Na zadní straně je stylizovaný monogram Leopolda II.
Stuha je fialová s okraji lemovanými úzkými bledě modrými pruhy jimiž prochází proužek žluté barvy. V případě udělení řádu v dobách války může být stuha doplněna stříbrnou nebo zlatou palmou.

## Třídy
Řád byl udílen v pěti třídách a k řádu náležely také tři medaile.
- velkokříž – Řádový odznak se nosil na široké stuze spadající z pravého ramene na protilehlý bok. Řádová hvězda se nosila nalevo na hrudi.
- velkodůstojník – Řádová hvězda se nosila nalevo na hrudi.
- komtur – Řádový odznak se nosil na stuze kolem krku. Řádová hvězda této třídě již nenáležela.
- důstojník – Řádový odznak se nosil na stužce s rozetou nalevo na hrudi.
- rytíř – Řádový odznak se nosil na stužce bez rozety nalevo na hrudi.
- zlatá medaile – Medaile se nosila nalevo na hrudi.
- stříbrná medaile – Medaile se nosila nalevo na hrudi.
- bronzová medaile – Medaile se nosila nalevo na hrudi.

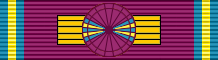
velkokříž
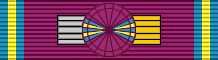
velkodůstojník
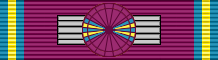
komtur
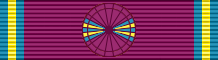
důstojník
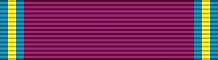
rytíř
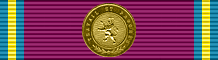
zlatá medaile
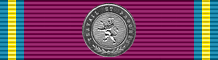
stříbrná medaile
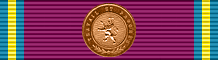
bronzová medaile